# オーストラリア国立図書館
オーストラリア国立図書館（オーストラリアこくりつとしょかん、National Library of Australia）はオーストラリアの首都キャンベラに所在する国立図書館。

## 概要
1960年、オーストラリア政府は国立図書館法成立を機に、首都キャンベラに国立図書館を建設。現在の建物は1968年に完成。
現在はオーストラリアの資料など1041万点が所蔵している。
同国においては最大のアジア研究のリソースであり、南半球ではアジア言語に関して最大の蔵書数である。特色あるコレクションとしては、日本に関する榊原昇造コレクションやハロルド·S.ウィリアムズのコレクション、中国研究者ヴァルター・ジーモンによる東アジア関連、米国の人類学者ヘンリー・ベイヤーによるフィリピン関連、他にもスリランカやインドシナ、ビルマ、朝鮮についてのコレクションがある。